# 장폴 토니 엘리세
장폴 토니 엘리세(프랑스어: Jean-Paul Tony Helissey, 1990년 3월 3일~)는 프랑스의 펜싱 선수로 주 종목은 플뢰레이다. 2016년 하계 올림픽에서 남자 플뢰레 단체전 은메달을 획득했다.